# モモキュンソード
『モモキュンソード』は、キビダンゴプロジェクトが制作するデジタルライトノベルを中心としたコンテンツ。Webサイトで、声優が1人から数人でライトノベルの朗読を行う。

## 概要
「桃太郎は女の子だった――」という設定で2009年に発売された株式会社西陣のパチンコ機『CR桃キュン剣（ソード）』。その後、スタッフの有志が集まり、奇想天外の「冒険おとぎファンタジー」として新たなストーリー、世界観を設定。「デジタルライトノベル」を中心としたコンテンツ化を計画して「キビダンゴプロジェクト」を立ち上げ、「モモキュンソード」シリーズが誕生した。
脚本には前山信頼、作画協力にCG製作で評価を受けている株式会社トライスラッシュ、音楽制作は株式会社トライアンフ、これにキャスティング協力として株式会社青二プロダクションが加わり、豪華声優陣による第1期『モモキュンソード 〜星と黄金の太刀〜』を2012年8月31日に公開。第2期『モモキュンソード 〜雪と白銀の少女〜』は2013年7月12日に公開。
2014年7月より9月までテレビアニメが放送された。またこれに合わせ、西陣からパチンコ機『CRモモキュンソード 〜星と黄金の太刀〜』もリリースされる。
2016年4月にはパチンコの第3弾「CRモモキュンソード3」が登場している。

## あらすじ
第1期 モモキュンソード 〜星と黄金の太刀〜
桃から生まれた美少女剣士・桃子は、お供の犬神、猿神、雉神と平和な桃里郷（とうりきょう）で暮らしていた。そこに邪鬼王に率いられた鬼の軍団が襲来し、里を守る大切な宝が奪われてしまう。宝を取り戻して人々を救うため、桃子と3匹のお供達の大冒険が始まる。
第2期 モモキュンソード 〜雪と白銀の少女〜
桃里郷を救うために鬼退治の旅に出た桃子と3匹のお供は、鬼の首魁である邪鬼王を討ち果たし、故郷へ帰還した。だが、平穏な日々が続くことはなく突如、桃里郷を謎の現象が襲った。闇に包まれた世界に光を取り戻すため、桃子と3匹のお供達の旅が再び始まる。

## キャラクター

### 天界

#### 桃子と三神
桃子（ももこ）
桃から生まれた天然爆乳美少女剣士。黒髪のロングヘアが特徴で、額には鉢巻のようなものを付けている。
村でおじいさんとおばあさんと暮らし、三神と毎日剣術の修行に励んできた。
祠に祀られた三千実の桃（みちみのもも）のカケラを狙い、自分たちの村を襲った鬼を倒したことから、皇天女に三千実の桃のカケラ集めを依頼され、三神とともに旅をしている。
今まで住んでいる村とその近隣の村の中でしか行動していなかったことから、さまざまなものに新鮮な反応をする。
こころを鎮めて気持ちを合わせることで、三神と憑依合体が可能。しかし、憑依した三神や桃子のこころが乱れると爆発とともに憑依がとけ、服がボロボロになる。
犬神憑依
大きい鬼の一撃をうけ止めるほど強化された筋力と、武器を駆使して戦う。武器は斧槍。
猿神憑依
圧倒的なスピードを駆使し、徒手空拳で戦う。武器は手甲鉤になる突起がついた籠手。
雉神憑依
飛行能力と、強化された感覚を駆使して戦う。武器は弓矢。
犬神（いぬがみ）
桃子のお供であり、子供のころからの教育係。
猿神（さるがみ）
桃子のお供であり、桃子に剣術を教えた師匠。
雉神（きじがみ）
桃子のお供の紅一点であり、姉のような存在。
三神の中で唯一、人のような姿に変身できる。

#### 天女隊
天界に所属している4人組。
林檎（りんご）
天女隊の一員で、火の天女。赤色の短髪が特徴。服装は紫色の基調。
2番目の年長者で、桃子と同年代。そのため、桃子のことをいつも心配している。
正義感が強い活発な性格で、天女隊の中心的な存在。
武器は独鈷で、火を操る。
水花（すいか）
天女隊の一員で、水の天女。緑色のロングヘアが特徴。服装は緑色の基調。
最年長者。
おっとりした外見で、口調も丁寧。発言にトゲがあるが根はやさしく、仲間を大事に思っている。
武器は輪宝で、水を操る。
花梨（かりん）
天女隊の一員で、風の天女。ツインテール型の長い金髪が特徴で、青色のリボンで結んでいる。服装は青色の基調。
2番目の年少者。
人懐っこい性格であり、おっちょこちょいな行動が多い。
宝珠で透視ができるが、「よくないものがある」が多く当たらないこともあり、水花にそのことをよくからかわれる。
風を操る。
栗（まろん）
天女隊の一員で、地の天女。三つ編み型の長い茶髪が特徴。服装は茶色の基調。
最年少者。
「天女隊の頭脳」といわれるほどの論理派で、冷静な参謀格だが、情熱な一面も秘かにもっている。
武器は巨大なハンマーにもなる打ち出の小槌、土を操る。

#### 上層部
皇天女（すめらぎてんにょ）
天界を統べる女神。黒色のロングヘアが特徴で、頭部に大きな飾り物を付けている。
桃子に三千実の桃のカケラ集めを依頼し、奮闘ぶりを天界で見守っている。
桃子に集中力を高めて「憑依合体」を助ける特製のきびだんごを授けるが、とてもまずく、そのほかの料理も同様にまずい。栗いわく「殺人的な味覚のもち主」。
「おばさん」呼ばわりされると不機嫌になる。
クシナダ
皇天女の補佐官的な立場。薄幸の美少女で、緑色のロングヘアが特徴。服装は白色の基調。
まじめで温厚な性格で、天女隊と桃子を見守っている。
生前に生贄として捧げられたため、生贄フェチになっている。

### 鬼族

#### 王族
邪鬼王（じゃきおう）
鬼たちを率いて、人の世を襲う鬼族の首魁。肌は茶色。筋肉質かつ巨体であり、物々しい甲冑を着ている。角は三本。
三千実の桃のカケラを集めて、鬼族の復権と世界征服を企んでいる。
冷酷非情な性格だが、忠誠心のある部下には信認する一面もある。
鬼姫（おにひめ）
邪鬼王の娘であり、鬼族の姫。色黒の肌で、長い黒髪を一本に結んでいる。服装はほとんど露出している。
鬼たちをまとめ上げる父を尊敬している。
正々堂々かつ負けず嫌いで、桃子のライバル。とてもすばしっこく、桃子と戦った際はそのスピードで圧倒している。
なにもかも新鮮な人間界へ行きたがり、幹部を振りまわすことが多々ある。
ゆるキャラをコレクションしている一面をもつ。

#### 四凶
邪鬼王の直属の配下で、4人の幹部から構成されている。
鉄鬼（てっき）
四凶の一員で、男性。肌は緑色。筋肉質な体格で、長い白髪とヒゲが特徴。角は二本。
武勇に優れている熱血漢であり、邪鬼王を唯一自分より強い存在と認めている。
怪力が自慢で、身のこなしも軽い。鉄棒で攻撃してくる。
艶鬼（えんき）
四凶の一員で、女性。紫色のロングヘアが特徴。露出が高くトゲトゲしい甲冑を着ている。角は二本。
鬼姫からは姉のように慕われ、自分も鬼姫のことをいつも気にかけている。
鞭が得意。
幻鬼（げんき）
四凶の一員で、男性。肌は青色。薄い金色のロングヘアが特徴で、角は一本。
一番若い四凶で、戦闘能力も高くないため、仲間からはイジられている。
強い幻術を使うが、艶鬼の尻に敷かれている。
妖鬼（ようき）
四凶の一員で、男性。肌は紫色。体格は肥満で、整っていない短髪が特徴。角は三本。
陰湿かつ卑怯な性格で、他人をだましたり、同士討ちさせることを好む。
邪鬼王には表向き従っているが、彼への忠誠心は皆無であり、秘かに下克上を企んでいる。鬼姫もその戦い方や性格などから嫌っている。
知略で戦うタイプで、持参しているひょうたんから発生する毒霧で相手を弱らせる。

### 人間界
安倍晴明（あべのせいめい）
朝廷から派遣された陰陽師。
表向きは天界に協力しているが、自分でみつけたカケラは持ち帰ってかぐやに渡している。
式神を使役して戦うが、トウテツには戦いに参加させていない。
トウテツ
晴明の式神だが、謎の多い少年。水色の髪が特徴。
いつもは大人しく、桃子たちからは「男か女かわからない」と言われるほどの美少年。
予知能力や洞察力をもっており、回復技に長けている。
かぐや
月からやってきたマッドサイエンティストの女性。紫色のロングヘアが特徴で、眼鏡をかけている。
高度な科学力をもち、三千実の桃をなにかに利用しようと企んでいる。

## Webライトノベル
毎週金曜に前編、月曜日に後編を更新。人気声優が朗読を担当する。数話ごとに担当声優が変わり、また朗読する人数は1人の場合もあれば数人で行うこともある。それぞれの声優が、登場するキャラクターごとに声を変え演じる。
また、第二期からは月代わりで人気イラストレーターが口絵や挿絵を担当。ラノベの世界を大きく広げる役割を果たしている（第一回 - 第三話：ハザマ☆マサシ、第四話〜第七話：しノ）。

### 担当声優
第一期 モモキュンソード 〜星と黄金の太刀〜
- 三上枝織 - 第1 - 2話、第16話、第26 - 28話
- 竹本英史 - 第3 - 4話、第21 - 23話、第26 - 28話
- 津田美波 - 第5 - 6話、第17話、第24 - 25話
- 浅野真澄 - 第7 - 8話、第24 - 25話
- 竹達彩奈 - 第9 - 10話、第26 - 28話
- 今井麻美 - 第11 - 12話
- 伊藤かな恵 - 第13 - 15話
- 森久保祥太郎 - 第13 - 15話
- 大坪由佳 - 第18 - 20話
- 大久保瑠美 - 第18 - 20話
- 加藤英美里 - 第18 - 20話
- 藤井ゆきよ - 第21 - 23話
- 一木千洋 - 第21 - 23話
- 白石涼子 - 第21 - 23話
- 桑島法子 - 第21 - 23話
- 金子有希 - 第24 - 25話
- 銀河万丈 - 第24 - 25話
- 野村唯 - 第26 - 28話

第二期 モモキュンソード 〜雪と白銀の少女〜
- 三上枝織 - 第1 - 2話、第9 - 10話、第21 - 22話
- 下田麻美 - 第3 - 4話
- 浅野真澄 - 第5 - 6話、第17 - 18話、第23話
- 大坪由佳 - 第5 - 6話、第19 - 20話
- 津田美波 - 第7 - 8話、第17 - 18話、第24話
- 三森すずこ - 第8話
- たかはし智秋 - 第9 - 10話、第23話
- 金子有希 - 第9 - 10話、第19 - 20話
- 菅沼久義 - 第11 - 12話
- 中島愛 - 第11 - 12話
- 藤井ゆきよ - 第12話
- 一木千洋 - 第12話
- 小松未可子 - 第13 - 14話、第21 - 22話
- 大久保瑠美 - 第13 - 14話
- 竹達彩奈 - 第15話、第25話
- 日野聡 - 第16話
- 江川央生 - 第20話
- 今井麻美 - 第23話
- 羽多野渉 - 第24話
- 銀河万丈 - 第25話

### スタッフ（Webライトノベル）
- 脚本 - 前山信頼
- キャラクターデザイン - 関山成人
- 作画協力 - トライスラッシュ
- 音楽制作 - トライアンフ
- キャスティング協力 - 青二プロダクション

### 主題歌（Webライトノベル）
オープニングテーマ「ハッピーエンド」
歌 - 天女隊 林檎（三上枝織）
作詞・作曲　ササキオサム
エンディングテーマ「キズナ」
歌 - 鬼姫（津田美波）
作詞・作曲　藤本コウジ

## Webラジオ
桃キュンRADIO〜お供して下さい〜
2012年12月24日から2013年3月11日まで音泉で配信されていたWebラジオ番組。隔週月曜日更新。浅野真澄がレギュラーパーソナリティを担当。津田美波、三上枝織が交代制でのパーソナリティを担当。一木千洋、藤井ゆきよがアシスタントを担当。
モモキュンRADIO〜引き続きお供して下さい〜
2013年4月8日から7月1日まで音泉で配信されていたWebラジオ番組。隔週月曜日更新。浅野真澄がレギュラーパーソナリティを担当。一木千洋、藤井ゆきよがシフト制でのパーソナリティを担当。
津田美波のラジオ モモキュンソード!
2014年6月17日から12月30日までラジオ大阪で毎週火曜日（23:30 - 24:00）に放送されていたラジオ番組。HiBiKi Radio Stationでは2014年6月18日から12月31日まで毎週水曜日更新。津田美波がパーソナリティを担当。
　ゲスト
　・第4・24・25回(7月8日・11月25日・12月2日) 三森すずこ
　・第5回(7月15日) 三上枝織
　・第6・7回(7月22日・29日) 下田麻美
　・第8回(8月5日) 大久保瑠美
　・第14・15回(9月16日・23日) たかはし智秋
　・第16・17回(9月30日・10月7日) 羽多野渉
　・ 第18・19回(10月14日・21日) 森久保祥太郎
　・第20・21回(10月28日・11月4日) 菅沼久義
　・第22・23回(11月11日・18日) 小松未可子
　・第26・27回(12月9日1・16日) 日野聡
　・第28・29回(12月23日・30日) 竹達彩奈
ラジオ モモキュンソード R!
2015年7月10日から12月25日までHiBiKi Radio Stationで配信されていたWebラジオ番組。毎月10日、25日更新。津田美波、高野麻里佳がパーソナリティーを担当。
ゲスト
・第10回(11月25日) 三上枝織
・第11回(12月13日) 小松未可子

## テレビアニメ
2014年7月より9月まで放送された。アニメ公式サイトのあらすじにあるように日本各地を舞台とした冒険おとぎファンタジーであり、三千実の桃のカケラを巡って桃子たち天界側と鬼族、人間界による争奪戦が描かれる。
奇想天外な世界観ゆえの外来語を用いた自由奔放な台詞回しや、女性キャラクターのテレビ本放送時における露出の自主規制をネタとしたメタフィクション要素を含む台詞回しが散見されるほか、第2話以降はその話の舞台地におけるゆるキャラがカメオ出演しており、エンディングにも「ゆるキャラ特別協力」としてクレジットされている。

### 登場キャラクター - 声優
WEBノベル版に声をあてたことのある声優が大部分を占める。☆はWEBノベル版に声をあてたことがない声優。
- 桃子 - 竹達彩奈
- 鬼姫 - 津田美波
- 猿神 - 森久保祥太郎
- 雉神 - 今井麻美
- 犬神 - 羽多野渉
- 天女隊 林檎 - 三上枝織
- 天女隊 水花 - 三森すずこ
- 天女隊 栗 - 大久保瑠美
- 天女隊 花梨 - 大坪由佳
- 邪鬼王 - 銀河万丈
- 鉄鬼 - 江川央生
- 妖鬼 - チョー ☆
- 艶鬼 - たかはし智秋
- 幻鬼 - 菅沼久義
- 安倍晴明 - 日野聡
- トウテツ - 加藤英美里
- かぐや - 小松未可子
- クシナダ - 下田麻美
- 皇天女 - 浅野真澄
- おじいさん - 高塚正也 ☆
- おばあさん - 進藤尚美 ☆

### ゲストゆるキャラ
- しーたん（兵庫県宍粟市）（第2、3、4、7、12話）
- シカの白ちゃん（奈良県三条通ショッピングモール）（第3、4、12話）
- しみずきんちゃん（静岡県清水港）（第4、12話）
- こけ丸（神奈川県相模原市中央商店街）（第5、7、12話）
- 鬼丸くん（鬼姫専属ゆるキャラ）（第5、7、12話）
- ぴーにゃっつ（潮騒グループ）（第6、12話）
- トッキッキ（第7、9、12話）
- バタもっち（日本バター餅協会・秋田県北秋田市）（第8、9、12話）
- チャマゴン（福井県勝山市）（第9、12話）

### スタッフ
- 企画・原案 - キビダンゴプロジェクト（WEBライトノベル「モモキュンソード 星と黄金の太刀」）
- 監督 - 柳伸亮
- シリーズ構成・脚本 - 玉井☆豪
- キャラクター原案 - 関山成人
- キャラクターデザイン・総作画監督 - 冨岡寛
- プロップデザイン - 大河原晴男
- アクション監修 - 加藤洋人
- 美術監督・設定 - 柴田千佳子
- 色彩設計 - 児玉尚子
- 撮影監督 - 林コージロー
- 編集 - 斉藤朱里
- 音響監督 - 菅原輝明
- 音楽 - 岩崎文紀
- 音楽制作 - フライングドッグ
- 音響・音楽プロデューサー - 野崎圭一
- エグゼクティブプロデューサー - 高田潤
- アニメーションプロデューサー - 遠藤誠、岸田幸士
- 制作プロデューサー - 糀谷智司
- アニメーション制作 - トライスラッシュ×project No.9
- 製作 - キビダンゴプロジェクト

### 主題歌（アニメ）
オープニングテーマ「桃色ファンタジー」
作詞 - 深川琴美 / 作曲・編曲 - 倉内達矢 / 歌 - 千菅春香
第1話ではエンディングテーマとして使用。
エンディングテーマ
「モモキュンソード」（第2話 - 第5話、第7話 - 第12話）
作詞 - 北川勝利、acane_madder / 作曲・編曲 - 北川勝利 / 歌 - 桃子（竹達彩奈）
「Ready Go!! -絶対無敵の天女隊-」（第6話）
作詞 - SugarLover / 作曲 - 斎藤悠弥 / 編曲 - 斎藤悠弥、宝野聡史 / 歌 - 天女隊［林檎（三上枝織）、水花（三森すずこ）、栗（大久保瑠美）、花梨（大坪由佳）］

挿入歌
「Mission Complete!」（第3、11話）
作詞 - 光海ひろあき。 / 作曲 - 斎藤悠弥 / 編曲 - 斎藤悠弥、N@oki / 歌 - 天女隊［林檎（三上枝織）、水花（三森すずこ）、栗（大久保瑠美）、花梨（大坪由佳）］
「ふたつの奇跡」（第9話）（第12話）
作詞 - SugarLover / 作曲・編曲 - 斎藤悠弥 / 歌 - 桃子（竹達彩奈）、鬼姫（津田美波）
「Rival≒Friend」（第12話）
作詞 - 光海ひろあき。 / 作曲・編曲 - 宝野聡史 / 歌 - 桃子（竹達彩奈）、鬼姫（津田美波）

### 各話リスト
| 話数     | サブタイトル                 | 絵コンテ       | 演出                  | 作画監督                                        | 総作画監督 | 舞台地                   | 予告キャラ （紹介特産物）             |
| -------- | ---------------------------- | -------------- | --------------------- | ----------------------------------------------- | ---------- | ------------------------ | ------------------------------------- |
| 第壱話   | 憑依合体! モモキュンソード!! | 柳伸亮         | 土屋康郎 いわたかずや | 山口飛鳥、菱沼祐樹                              | 冨岡寛     | 備前之國 桃里郷          | 桃子 （神戸牛、但馬牛、三田牛）       |
| 第弐話   | 合縁鬼縁!? 鬼姫参上!         | 加藤洋人       | 大河原晴男            | 加藤洋人                                        | 野口孝行   | 播磨之國                 | 犬神 （大和牛、柿の葉寿司）           |
| 第参話   | 一心同体 天女隊!?            | 倉谷涼一       | 倉谷涼一              | 高瀬言                                          | 冨岡寛     | 大和之國                 | 天女隊 林檎 （蜜柑、御茶、山葵）      |
| 第四話   | 豊乳乱舞!? 三保の松原!       | よしもときんじ | 稲葉友紀              | PARK YUN-OK KIM BONG DUCK 高松さや              | 塚田ひろし | 駿河之國                 | 猿神 （金目鯛、生白子、鮪）           |
| 第伍話   | 疑心暗鬼!? 霧に潜む罠        | 八田洋介       | 浅見松雄              | 日高真由美、武田薫 福島豊明                     | 山口飛鳥   | 相模之國                 | 天女隊 栗 （落花生）                  |
| 第六話   | 歌姫爆誕! 天女隊でびゅ〜!    | 飯村正之       | 飯村正之              | 一居一平、竹上貴雄 吉岡敏幸、JANG MINHO         | 冨岡寛     | 上総之國                 | 雉神 （へぎ蕎麦、たれかつ、御米）     |
| 第七話   | 喪失危機!? 桃子の大切なモノ  | 坂田純一       | 日下直義              | 野本正幸、北山景子                              | 山口飛鳥   | 越後之國                 | クシナダ （比内地鶏、きりたんぽ）     |
| 第八話   | 桃色企画♡湯煙に消えた下着!?  | 八田洋介       | 八田洋介              | 渡辺奏、下川寿士 鈴木彩子、北山景子 Jang minho  | Jang minho | 出羽之國                 | 鬼姫 （おやき、野沢菜、信州蕎麦）     |
| 第九話   | 超急展開!? モモの秘密!       | 中川岳洋       | 川越崇弘              | 竹内昭、北山景子 Jang Min Ho                    | 冨岡寛     | 越前之國 信濃之國        | 皇天女 （京野菜、鱧、湯葉）           |
| 第拾話   | 驚天動地! 逆襲の鬼ヶ島!!     | いわたかずや   | 佐々木真哉            | 服部憲知、酒井Kei 舛舘俊秀、きむら剛 向山佑治   | 山口飛鳥   | 山城之國 平按京 備前之國 | 天女隊 花梨&水花 （鬼饅頭）           |
| 第拾壱話 | 最終決戦! 桃子対邪鬼王!!     | 加藤洋人       | 加藤洋人              | 加藤洋人                                        | -          | 鬼ヶ島                   | 桃子、鬼姫 （飛騨牛、松坂牛、米沢牛） |
| 第拾弐話 | 桃色幻想! モモキュンソード♡  | よしもときんじ | 川西泰二              | 渡辺奏、北山景子 Jang minho、Yu Min Zi 下川寿士 | 冨岡寛     | 鬼ヶ島                   | -                                     |

### 放送局
| 放送地域 | 放送局      | 放送期間                | 放送日時                     | 放送系列       | 備考             |
| -------- | ----------- | ----------------------- | ---------------------------- | -------------- | ---------------- |
| 東京都   | TOKYO MX    | 2014年7月9日 - 9月24日  | 水曜 0:30 - 1:00（火曜深夜） | 独立局         |                  |
| 兵庫県   | サンテレビ  | 2014年7月9日 - 9月24日  | 水曜 0:30 - 1:00（火曜深夜） | 独立局         |                  |
| 京都府   | KBS京都     | 2014年7月9日 - 9月24日  | 水曜 1:00 - 1:30（火曜深夜） | 独立局         |                  |
| 愛知県   | テレビ愛知  | 2014年7月9日 - 9月24日  | 水曜 1:35 - 2:05（火曜深夜） | テレビ東京系列 |                  |
| 日本全域 | AT-X        | 2014年7月9日 - 9月24日  | 水曜 22:00 - 22:30           | CS放送         | リピート放送あり |
| 日本全域 | BS11        | 2014年7月10日 - 9月25日 | 木曜 0:00 - 0:30（水曜深夜） | BS放送         | 『ANIME+』枠     |
| 福岡県   | TVQ九州放送 | 2014年7月10日 - 9月25日 | 木曜 3:40 - 4:10（水曜深夜） | テレビ東京系列 |                  |

| 放送地域 | 放送局             | 放送期間                | 放送日時                   | 放送系列   | 備考                  |
| -------- | ------------------ | ----------------------- | -------------------------- | ---------- | --------------------- |
| 日本全域 | バンダイチャンネル | 2014年7月10日 - 9月25日 | 木曜 0:00（水曜深夜） 更新 | ネット配信 |                       |
| 日本全域 | ニコニコ生放送     | 2014年7月11日 - 9月26日 | 金曜 23:30 - 土曜 0:00     | ネット配信 |                       |
| 日本全域 | ニコニコチャンネル | 2014年7月12日 - 9月27日 | 土曜 0:00（金曜深夜） 更新 | ネット配信 | 第2話 - 第5話有料配信 |
| 日本全域 | GYAO!              | 2014年7月17日 - 9月25日 | 木曜 0:00 更新             | ネット配信 | [ 注 3 ]              |

### Blu-ray
| 巻 | 発売日         | 収録話         | 規格品番      |
| -- | -------------- | -------------- | ------------- |
| 上 | 2014年10月22日 | 第1話 - 第4話  | KDPJ-20141001 |
| 中 | 2014年11月26日 | 第5話 - 第8話  | KDPJ-20141002 |
| 下 | 2015年01月15日 | 第9話 - 第12話 | KDPJ-20141003 |